# Guillem I de Rappolstein

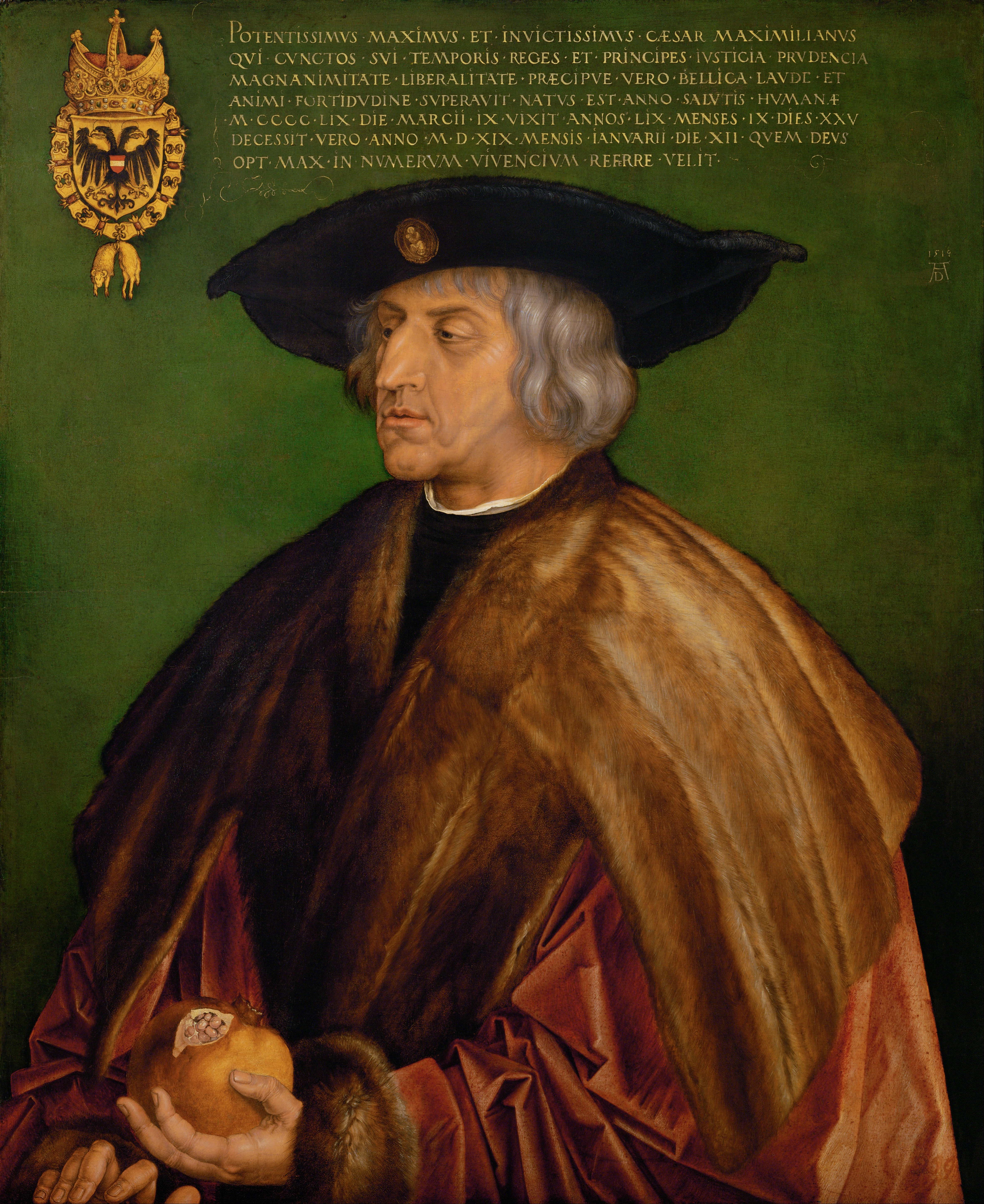
Maximilià I pintat per Albrecht Dürer

Guillem I de Rappolstein dit el Gran fou fill de Maximí I Smassmann i successor a la senyoria de Rappolstein junt amb els seus germans Gaspar, Maximí II Smassmann i Brunó (II)
Va ser col·locat pels arxiducs, el 1476, al capdavant de l'administració de les possessions austríaques sobre el Rin. Va obtenir el 1481 de l'emperador Frederic III, el dret de caça per a tota Alsàcia. El mateix any, el príncep li va donar la investidura del feu dels músics d'Alsàcia i el seu protectorat sobre els fahrende Lüte (homes ambulants) que es va estendre dels Vosges al Rin, des de l'Alt Hauenstein fins al bosc d'Haguenau.
El 1465, Guillem va entrar, amb un contingent de dos-cents homes d'armes, en la lliga contra el rei de França, Lluís XII de França, de concert amb els ducs de Berry, de Borgonya i els grans vassalls del regne. Tanmateix, no va prendre cap part activa, com a prefecte d'Alsàcia a les baralles que van sorgir després d'aquesta època, entre els suïssos, les ciutats lliures de província, Renat de Lorena i l'Imperi, per rebutjar els atacs de Carles el Temerari. Se sap només que va tenir l'honor, amb el duc de Borbó, de tenir els fons de bateig d'Anna, filla del duc Renat.
El seu germà, Gaspar, al contrari, en reconeixement dels bons procediments dels Armanyacs que sempre havien respectat els dominis dels Ribeaupierre, a causa de les bones relacions que existien entre ells i les corts de França i de Borgonya, el 1451, va fer esforços per apaivagar-se els disturbis a Flandes.
El 1452, Gaspar i Guillem de Ribeaupierre van donar la meitat del castell d'Echéry (a la vall de Lièpvre) en feu al cavaller Adam d'Andolsheim i a la seva dona Lucia. Així es van veure confiar la meitat del castell tinguda abans completament pels Ribeaupierre. A la seva mort fou un tal Hermann Waldner que el succeirà. El 1496, Guillem va acompanyar amb una brillant escorta l'emperador Maximilià I, a la seva coronació a Roma. És a ell que la ciutat de Ribeauvillé li deu la seva bonica font.
Guillem va morir el 1507.